# Edgar García de Dios
Edgar Arturo García de Dios (1 de septiembre de 1977-Naucalpan de Juárez, 27 de junio de 2010) fue un futbolista mexicano que jugó de delantero. 

## Carrera futbolística
Con el apoyo de Hugo Sánchez se fue al FC Linz jugando en la Primera Liga de Austria, sin embargo no pudo consolidarse en el fútbol europeo y regresó a México para la temporada 1997-98. Jugó los torneos Invierno 97, Verano 98, Invierno 98 y Verano 99 con el Toluca y terminó su carrera militando con los Tecos de la UAG en la temporada 1999-2000. Durante su carrera logró anotar sólo 1 gol en la Primera división mexicana. Jugó 44 partidos y 1,306 minutos en Primera división. 
Al retirarse del fútbol probó suerte como director técnico de las Serpientes de Chiconcuac en la Tercera División de México, el equipo no tuvo éxito y finalmente se despidió del deporte. Entonces García de Dios compró un auto y estableció un sitio de taxis junto a su padre y otros socios al norte de la Ciudad de México. Roberto Sinuhe
El 26 de junio de 2010, García de Dios fue a trabajar en su taxi en la noche, durante la madrugada del día siguiente fue baleado dentro de su vehículo en Naucalpan de Juárez siendo su cuerpo sin vida fue encontrado unas horas más tarde.

## Clubes
- Club de Fútbol Atlante (1995 - 1996)
- FC Linz (1996 - 1997)
- Deportivo Toluca (1997 - 1999)
- Tecos de la UAG (1999 - 2000)

- Datos: Q273777